# 월배동
월배동(月背洞)은 대구광역시 달서구의 행정동(월배1~6동)이었다. 1914년 조암면과 월배면을 경상북도 달성군 월배면으로 합면하였고, 1957년 대구시에 편입되었다가, 1963년 달성군에 환원되었고, 1979년 월배읍으로 승격하였고, 1981년 대구직할시 남구에 편입되어 월배출장소로 개편되었다.

## 명칭 유래
월배(月背)라는 명칭은 대덕산과 청룡산 사이의 골짜기 달비골에서 가져와 달배면(達背面) 또는 월배면(月背面)이라 하였다.

## 역사
- 1895년 6월 23일(음력 윤5월 1일) 23부제 실시로 대구부 대구군 월배면, 조암면이 되었다.[1]
- 1896년 8월 4일 13도제 실시로 경상북도 대구군의 관할이 되었다.[2]
- 1910년 10월 1일 대구군이 대구부로 승격하여 경상북도 대구부의 관할이 되었다.[3]
- 1914년 4월 1일 대구부를 대구부, 달성군으로 분리하고, 월배면, 조암면을 합면하여 경상북도 달성군 월배면이 되었다.[4] (7법정리)

| 조선총독부령 제111호      |                                                |                      |
| 구 행정구역               | 구 행정구역                                    | 신 행정구역 (달성군) |
| 대구부 월배면(月背面)     | 상인동(上仁洞), 채정동(蔡亭洞), 본리동(本里洞) | 월배면 상인동        |
| 대구부 월배면(月背面)     | 도덕동(道德洞), 도원동(桃源洞)                 | 월배면 도원동        |
| 대구부 월배면(月背面)     | 오복동(五福洞), 진천동(辰泉洞) 일부            | 월배면 진천동        |
| 대구부 월배면(月背面)     | 진천동(辰泉洞) 일부                            | 월배면 유천동        |
| 대구부 화현내면(花縣內面) | 부미동(富彌洞) 일부                            | 월배면 유천동        |
| 대구부 조암면(租岩面)     | 대천동(大泉洞)                                 | 월배면 대천동        |
| 대구부 조암면(租岩面)     | 상동(上洞)                                     | 월배면 상동          |
| 대구부 조암면(租岩面)     | 하동(下洞)                                     | 월배면 하동          |
- 1958년 1월 1일 월배면을 대구시에 편입하여 월배출장소를 설치하였다.[5] 상동을 월성동으로, 하동을 월암동으로 개칭하였다.[6]
- 성서출장소 송현동을 월배출장소로 이관하였다.
- 1963년 1월 1일 월배출장소를 달성군 월배면으로 환원하였다.[7] (8법정리)
- 1973년 7월 1일 화원면 대곡동을 월배면에 편입하였다.[8] (9법정리)
- 1979년 5월 1일 월배면을 월배읍으로 승격하였다.[9]
- 1981년 7월 1일 월배읍을 대구직할시 남구에 편입하여[10] 월배출장소를 설치하였다.
- 1982년 9월 1일 월배1동, 월배2동, 송현동을 설치하였다.
- 1983년 3월 15일 월배3동을 설치하였다.
- 1988년 1월 1일 월배출장소를 폐지하고 신설되는 달서구에 편입하였다.[11]
- 1990년 6월 1일 월배2동을 월배2동, 월배4동으로 분동하였다.
- 1992년 9월 1일 달서구청을 월성동 281번지 현 위치로 이전하였다. 월배1동을 월배1동, 월배5동으로 분동하였다.
- 1994년 7월 1일 월배4동을 월배4동, 월배6동으로 분동하였다.
- 1995년 1월 1일 대구직할시가 대구광역시로 개편하여[12] 대구광역시 달서구의 관할이 되었다.
- 1996년 1월 1일 행정동의 명칭을 법정동의 명칭에 맞추기 위해 월배1동을 월성1동으로, 월배2동을 상인2동으로, 월배3동을 진천동으로, 월배4동을 상인1동으로, 월배5동을 월성2동으로, 월배6동을 상인3동으로 개칭하였다.[13]
- 1997년 3월 15일 상인2동을 상인2동, 도원동으로 분동하였다.

## 행정 구역

상인지구

| 법정동       | [ 14 ]        | 1895 ~                        | 1895 ~                                                        | 1914 ~                                     | 1958 ~                                               | 1963 ~                                                                   | 82 ~                              | 87 ~                              | 90 ~                              | 92 ~                              | 94 ~                              | 96 ~                              | 97 ~                              |
| ------------ | ------------- | ----------------------------- | ------------------------------------------------------------- | ------------------------------------------ | ---------------------------------------------------- | ------------------------------------------------------------------------ | --------------------------------- | --------------------------------- | --------------------------------- | --------------------------------- | --------------------------------- | --------------------------------- | --------------------------------- |
| 송현동(松峴) |               | 감물천면                      | 대구부 대구군 →1896년 경상북도 대구군 →1910년 경상북도 대구부 | 성서면                                     | 상동 →월성동 하동 →월암동 경상북도 대구시 월배출장소 | 경상북도 달성군 월배면 →1979년 월배읍 →1981년 대구직할시 남구 월배출장소 | 송현동                            | 송현1동 →1995년 대구광역시 달서구 | 송현1동 →1995년 대구광역시 달서구 | 송현1동 →1995년 대구광역시 달서구 | 송현1동 →1995년 대구광역시 달서구 | 송현1동 →1995년 대구광역시 달서구 | 송현1동 →1995년 대구광역시 달서구 |
| 송현동(松峴) | 송현2동       | 감물천면                      | 대구부 대구군 →1896년 경상북도 대구군 →1910년 경상북도 대구부 | 성서면                                     | 상동 →월성동 하동 →월암동 경상북도 대구시 월배출장소 | 경상북도 달성군 월배면 →1979년 월배읍 →1981년 대구직할시 남구 월배출장소 | 송현동                            |                                   |                                   |                                   |                                   |                                   |                                   |
| 월성동(月城) |               | (상동) (하동) 대구군 조암면   | 대구부 대구군 →1896년 경상북도 대구군 →1910년 경상북도 대구부 | 경상북도 달성군 월배면 진천동 일부 →유천동 | 상동 →월성동 하동 →월암동 경상북도 대구시 월배출장소 | 경상북도 달성군 월배면 →1979년 월배읍 →1981년 대구직할시 남구 월배출장소 | 월배1동 →1988년 대구직할시 달서구 | 월배1동 →1988년 대구직할시 달서구 | 월배1동 →1988년 대구직할시 달서구 | 월배1동                           | 월배1동                           | 월성1동                           | 월성1동                           |
| 월암동(月岩) |               | (상동) (하동) 대구군 조암면   | 대구부 대구군 →1896년 경상북도 대구군 →1910년 경상북도 대구부 | 경상북도 달성군 월배면 진천동 일부 →유천동 | 상동 →월성동 하동 →월암동 경상북도 대구시 월배출장소 | 경상북도 달성군 월배면 →1979년 월배읍 →1981년 대구직할시 남구 월배출장소 | 월배1동 →1988년 대구직할시 달서구 | 월배1동 →1988년 대구직할시 달서구 | 월배1동 →1988년 대구직할시 달서구 | 월배1동                           | 월배1동                           | 월성1동                           | 월성1동                           |
| 월배5동      | 월배5동       | (상동) (하동) 대구군 조암면   | 대구부 대구군 →1896년 경상북도 대구군 →1910년 경상북도 대구부 | 경상북도 달성군 월배면 진천동 일부 →유천동 | 상동 →월성동 하동 →월암동 경상북도 대구시 월배출장소 | 경상북도 달성군 월배면 →1979년 월배읍 →1981년 대구직할시 남구 월배출장소 | 월배1동 →1988년 대구직할시 달서구 | 월배1동 →1988년 대구직할시 달서구 | 월배1동 →1988년 대구직할시 달서구 | 월성2동                           | 월성2동                           |                                   |                                   |
| 월배5동      | 월배5동       | (상동) (하동) 대구군 조암면   | 대구부 대구군 →1896년 경상북도 대구군 →1910년 경상북도 대구부 | 경상북도 달성군 월배면 진천동 일부 →유천동 | 상동 →월성동 하동 →월암동 경상북도 대구시 월배출장소 | 경상북도 달성군 월배면 →1979년 월배읍 →1981년 대구직할시 남구 월배출장소 | 월배1동 →1988년 대구직할시 달서구 | 월배1동 →1988년 대구직할시 달서구 | 월배1동 →1988년 대구직할시 달서구 | 월성2동                           | 월성2동                           | 대천동(大泉)                      |                                   |
| 상인동(上仁) | 채정동 본리동 | 대구부 대구군 월배면 (진천동) | 대구부 대구군 →1896년 경상북도 대구군 →1910년 경상북도 대구부 | 경상북도 달성군 월배면 진천동 일부 →유천동 | 상동 →월성동 하동 →월암동 경상북도 대구시 월배출장소 | 경상북도 달성군 월배면 →1979년 월배읍 →1981년 대구직할시 남구 월배출장소 | 월배2동                           | 월배2동                           | 월배4동                           | 월배4동                           | 월배4동                           | 상인1동                           | 상인1동                           |
| 상인동(上仁) | 채정동 본리동 | 대구부 대구군 월배면 (진천동) | 대구부 대구군 →1896년 경상북도 대구군 →1910년 경상북도 대구부 | 경상북도 달성군 월배면 진천동 일부 →유천동 | 상동 →월성동 하동 →월암동 경상북도 대구시 월배출장소 | 경상북도 달성군 월배면 →1979년 월배읍 →1981년 대구직할시 남구 월배출장소 | 월배2동                           | 월배2동                           | 월배4동                           | 월배4동                           | 월배6동                           | 상인3동                           | 상인3동                           |
| 상인동(上仁) | 채정동 본리동 | 대구부 대구군 월배면 (진천동) | 대구부 대구군 →1896년 경상북도 대구군 →1910년 경상북도 대구부 | 경상북도 달성군 월배면 진천동 일부 →유천동 | 상동 →월성동 하동 →월암동 경상북도 대구시 월배출장소 | 경상북도 달성군 월배면 →1979년 월배읍 →1981년 대구직할시 남구 월배출장소 | 월배2동                           | 월배2동                           | 월배2동                           | 월배2동                           | 월배2동                           | 상인2동                           | 상인2동                           |
| 도원동(桃源) | 도덕동        | 대구부 대구군 월배면 (진천동) | 대구부 대구군 →1896년 경상북도 대구군 →1910년 경상북도 대구부 | 경상북도 달성군 월배면 진천동 일부 →유천동 | 상동 →월성동 하동 →월암동 경상북도 대구시 월배출장소 | 경상북도 달성군 월배면 →1979년 월배읍 →1981년 대구직할시 남구 월배출장소 | 월배2동                           | 월배2동                           | 월배2동                           | 월배2동                           | 월배2동                           | 상인2동                           | 도원동                            |
| 진천동(辰泉) | 오복동        | 대구부 대구군 월배면 (진천동) | 대구부 대구군 →1896년 경상북도 대구군 →1910년 경상북도 대구부 | 경상북도 달성군 월배면 진천동 일부 →유천동 | 상동 →월성동 하동 →월암동 경상북도 대구시 월배출장소 | 경상북도 달성군 월배면 →1979년 월배읍 →1981년 대구직할시 남구 월배출장소 | 월배출장소 →1983년 월배3동        | 월배출장소 →1983년 월배3동        | 월배출장소 →1983년 월배3동        | 월배출장소 →1983년 월배3동        | 월배출장소 →1983년 월배3동        | 진천동                            | 진천동                            |
| 유천동(流川) |               | 대구부 대구군 월배면 (진천동) | 대구부 대구군 →1896년 경상북도 대구군 →1910년 경상북도 대구부 | 경상북도 달성군 월배면 진천동 일부 →유천동 | 상동 →월성동 하동 →월암동 경상북도 대구시 월배출장소 | 경상북도 달성군 월배면 →1979년 월배읍 →1981년 대구직할시 남구 월배출장소 | 월배출장소 →1983년 월배3동        | 월배출장소 →1983년 월배3동        | 월배출장소 →1983년 월배3동        | 월배출장소 →1983년 월배3동        | 월배출장소 →1983년 월배3동        | 진천동                            | 진천동                            |
| 대곡동(大谷) | 송정동        | 인흥면                        | 대구부 대구군 →1896년 경상북도 대구군 →1910년 경상북도 대구부 | 화원면 →1973년 월배면                      | 화원면 →1973년 월배면                                | 화원면 →1973년 월배면                                                    | 월배출장소 →1983년 월배3동        | 월배출장소 →1983년 월배3동        | 월배출장소 →1983년 월배3동        | 월배출장소 →1983년 월배3동        | 월배출장소 →1983년 월배3동        | 진천동                            | 진천동                            |

## 주요 기관
| - 대구광역시도시철도건설본부 - 대구달서경찰서 - 달서구청 - 달서우체국 | - 대구교통공사 - 도원도서관 - 달서어린이도서관 | - 월성종합사회복지관 - 학산종합사회복지관 - 상인종합사회복지관 | - 달서구노인종합복지관 - 달서구청소년수련관 - 성서산업단지 |

## 주거지구
| - 월배지구 | - 월성지구 | - 상인지구 | - 대곡지구 |

## 같이 보기
- 월배역
- 월촌역
- 월곡로
- 성서동